# Comercio intrasectorial
El comercio intrasectorial es el intercambio de productos similares pertenecientes a un mismo sector. El término se aplica normalmente al comercio internacional donde los mismos tipos de bienes o servicios son importados y exportados simultáneamente.
Los modelos de comercio tradicionales que tratan de explicar la existencia del comercio internacional están basados en los modelos de David Ricardo y Heckscher y Ohlin. Ambos se fundamentan en el concepto de ventaja comparativa para explicar por qué los países comercian entre sí. Sin embargo, estos modelos no explican la existencia de comercio intrasectorial en el que distintos países se intercambian entre sí el mismo tipo de bienes, sin especializarse ninguno de ellos en uno de esos tipos e importar el resto.

## Medición
Se han diseñado varios índices matemáticos para medir el volumen de comercio intrasectorial entre dos países. Uno de ellos es el índice de Grubel y Lloyd.